# Émile Hergault
Émile Hergault, né à Quingey (Doubs) le 5 septembre 1869 et mort à Quingey le 24 juillet 1936, est un général français, grand-croix de la Légion d'honneur. 
Membre de la Commission spéciale de défense du territoire (CDT) en 1922, il est l'un des partisans de la construction de la Ligne Maginot. Il est chef d'état-major général des forces aériennes françaises du 27 août 1931 au 15 janvier 1933,.

## Biographie
Sorti de l'École polytechnique en 1889, officier d'artillerie, breveté d'état-major, il est chef d'état-major du général Charles Mangin, qui commande la 10e armée en 1918. Promu général de brigade en 1920, il est envoyé au Maroc de 1924 à 1926 durant la guerre du Rif. En 1925, il est promu général de division.  De 1926 à 1933, il est inspecteur général de l'aéronautique, membre du conseil supérieur de la guerre en 1930. Du 27 août 1931 au 15 janvier 1933, il est chef d'état-major général des forces aériennes françaises. 
Il est élevé à la dignité de grand-croix de la Légion d'honneur le 30 décembre 1933 et admis dans la réserve en 1934.

## Distinctions
- Grand-croix de la Légion d'honneur (30 décembre 1933)[7]
  - Grand-officier (14 juillet 1929)
  - Commandeur (16 juillet 1921)
  - Officier (28 août 1918)
  - Chevalier (11 juillet 1912)